# Suzungkwa

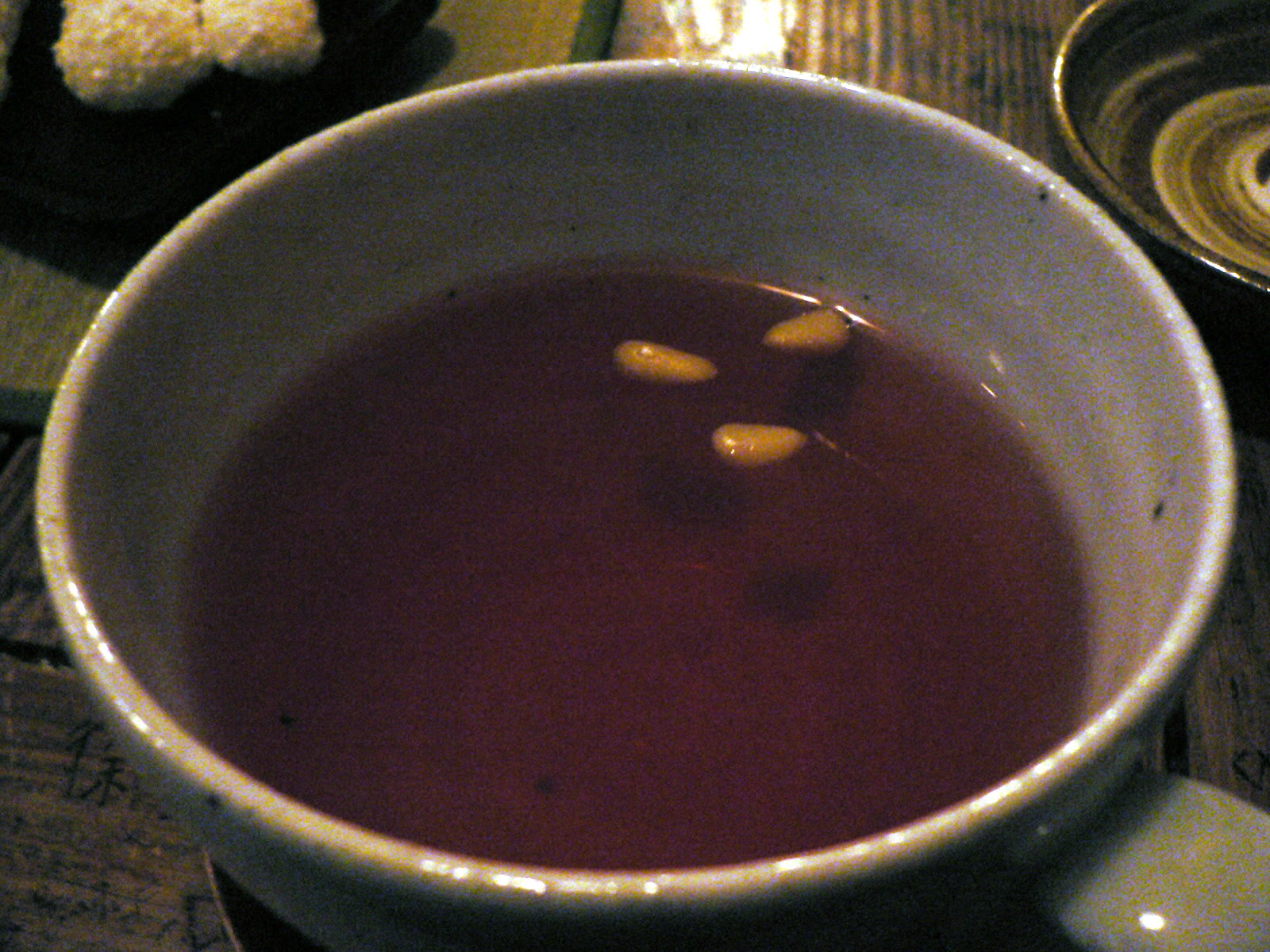
Suzungkwa

Suzungkwa je tradiční ovocný nápoj v Jižní Koreji. Je vyroben z kaki, skořice a zázvoru. Chuť je teplá, sladká a velmi pikantní. Podává se studený, často v misce, a má tmavě červeno-hnědou barvu. Je zvykem konzumovat jej s dezertem sikhye.